# Бинг, Джон, 5-й виконт Торрингтон
Джон Бинг, 5-й виконт Торрингтон (англ. John Byng, 5th Viscount Torrington; 18 февраля 1743 — 8 января 1813) — британский аристократ и знаменитый автор дневника XVIII века. Ранее он был известен как Достопочтенный Джон Бинг с 1747 по 1812 год.
Пятнадцать сохранившихся дневников Бинга, охватывающих период с 1781 по 1794 год, описывают его путешествия верхом по Англии и Уэльсу в течение двенадцати летних месяцев.

## Происхождение и карьера
Родился 18 февраля 1743 года в Саутхилл-Парке, Бедфордшир. Младший сын генерал-майора Джорджа Бинга, 3-го виконта Торрингтона (1701—1750), от его жены Элизабет Дэниэл. Его дед, адмирал флота сэр Джордж Бинг, получил титул баронета в 1715 году, затем он был возведен в пэрство как виконт Торрингтон в 1721 году. Его семья ранее располагалась в Саутхилл-Парке в Бедфордшире. Он получил образование в Вестминстерской школе.
После учёбы Джон Бинг был зачислен в гренадерскую гвардию, уйдя в отставку в звании полковника полка в 1780 году. 14 декабря 1812 года он унаследовал семейные титулы от своего старшего брата, Джорджа Бинга, 4-го виконта Торрингтона, но умер прежде, чем получил возможность быть представленным в Палате лордов. Отцовское поместье Саутхилл-Парк было продано его старшим братом в счет погашения долга, и Джон Бинг, таким образом, оказался титулованным, но безземельным.

## Брак и потомство
3 марта 1767 года Джон Бинг женился на Бриджит Форрест (? — 1823), дочери коммодора Артура Форреста и Фредерике Марине Сесиле Линч, дочери полковника Джона Линча. У лорда и леди Торрингтон было 14 детей, 13 из которых пережили младенчество:

### Сыновья
- Джордж Бинг, 6-й виконт Торрингтон (5 января 1768 — 18 июня 1831), старший сын и наследник, занявший место в Палате лордов 3 февраля 1813 года[5]. Он был дважды женат: первый раз в 1793 году на Элизабет Лэнгмид (? — 1810), дочери Филиппа Лэнгмида, члена парламента, а второй раз в 1811 году на Фрэнсис Гарриет Барлоу (? — 1868), дочери адмирала сэра Роберта Барлоу
- Достопочтенный Эдмунд Джон Бинг (11 сентября 1774 — 5 апреля 1854), комиссар Колониального аудиторского управления
- Достопочтенный Джон Бинг (16 января 1777 — 23 ноября 1811), который в 1806 году женился на Элизе Амелии Мейн.
- Достопочтенный Генри Дилкс Бинг (22 сентября 1781 — 24 сентября 1860), вице-адмирал Королевского ордена, женился в 1810 году на Марии Джейн Кларк (? — 1874), дочери достопочтенного Джеймса Кларка
- Достопочтенный Фредерик Джеральд Финч Бинг (4 декабря 1784 — 5 июня 1871), известный как Пудель Бинг. Денди из общества Регентства, служивший почетным пажом у Георга, принца Уэльского, служил в армии, а затем в Министерстве иностранных дел. В более поздние годы жизни он активно участвовал в кампании по улучшению санитарных условий в Лондоне[6].
- Мертворожденный ребенок в 1794 году, пол не указан.

### Дочери
- Достопочтенная Элизабет Люси Бинг (11 июля 1769 — 18 января 1846), которая вышла замуж дважды: первый раз в 1797 году за контр-адмирала Перси Фрейзера (1767—1827), а второй раз в 1836 году за преподобного Джорджа Гуденафа Линна (1809-89), викария церкви Святого Иоанна в Хэмптоне.
- Достопочтенная Сесилия Элизабет Бинг (15 августа 1770 — июль 1843), в 1805 году она вышла замуж за Роберта Грегге-Хопвуда (1773—1854).
- Достопочтенная Энн Мэри Бриджит Бинг (18 августа 1771 — 30 октября 1852), в 1794 году она вышла замуж за преподобного Чарльза Генри Холла (1763—1827), священнослужителя, занимавшего несколько видных постов в Церкви Англии.
- Достопочтенная Фрэнсис Бинг (11 мая 1773 — ноябрь 1796)
- Достопочтенная Бриджит Августа Форрест Бинг (1779 — 4 марта 1876), в 1806 году она вышла замуж за достопочтенного капитана Чарльза Герберта (1774—1808).
- Достопочтенная Джорджиана Бинг (1786 — 23 июля 1856), в 1810 году она вышла замуж за преподобного Джеффри Хорнби (1780—1850)
- Достопочтенная Беатриса Шарлотта Бинг (15 января 1788 — 12 марта 1848), в 1820 году она вышла замуж за преподобного Колина Александра Кэмпбелла (1792—1860)
- Достопочтенная Люси Джулиана Бинг (ок. 1790 — 27 ноября 1881), в 1809 году она вышла замуж за сэра Джона Морриса (1775—1855).

## Смерть и погребение
69-летний лорд Торрингтон скончался в 1813 году и был похоронен в мавзолее Бингов в церкви Всех Святых в приходе Саутхилл в Бедфордшире.

## Труды
- John Byng, 5th Viscount Torrington, The Torrington Diaries, ed. C.B. Andrews, 4 vols, 1934—1938.
- John Byng, 5th Viscount Torrington, The Torrington Diaries, ed. C.B. & Fanny Andrews, 1954.
- John Byng, 5th Viscount Torrington, The Torrington Diaries. A Literary Account of English Life and Thought in the 18th Century, ed. Bothaina Abd-El-Hamid Mohamed, 1958.
- John Byng, 5th Viscount Torrington, Byng’s Tours: The Journals of the Hon. John Byng, 1781—1792, ed. David Souden, 1991.
- John Byng, 5th Viscount Torrington, Rides Round Britain, ed. Donald Adamson, 1996.
- «Following John Byng», Folio, Donald Adamson, summer 1996, pp. 3–9.